# Dirk Jan Struik
Dirk Jan Struik (/ˈdɪrk jɑn ˈstrœy̯k/ ; 30 septembre 1894 – 21 octobre 2000) est un  mathématicien, historien des mathématiques et théoricien du marxisme néerlandais qui a passé l'essentiel de sa vie aux États-Unis.

## Vie personnelle
En 1923, il épouse la mathématicienne tchécoslovaque Saly Ruth Ramler. Entre 1923 et 1926, le couple utilise la bourse Rockefeller obtenue par Struick pour voyager en Europe, étudier et collaborer avec des scientifiques de leur époque comme Tullio Levi-Civita, Richard Courant et David Hilbert.
En 1926, ils émigrent aux États-Unis quand Dirk Struik accepte un poste au MIT.

## Prix et distinctions
- 1989 : prix Kenneth-O.-May